# 사후세계의 서
사후세계의 서(死後世界의 書, Book of the Netherworld, Book of What is in the Underworld)는 고대 이집트 신왕국시대 파피루스나 피혁에 상형문자로 기록된 주요한 장례문헌중 하나이다.

## 같이 보기
- 이집트 신화
- 사자의 서
- 관문의 서

## 참고 문헌
- The Ancient Egyptian Books of the Afterlife, Erik Hornung, David Lorton (translator), 1999, Cornell University Press